# 宮瀬あきな
宮瀬 あきな（みやせ あきな、1988年5月17日 - ）は、日本の元AV女優。
東京都出身。身長：154cm。スリーサイズ：B87・W58・H85。血液型：A型。趣味、特技：ショッピング・お菓子作り。

## 略歴
- 2008年2月に『FIRST IMPRESSION 31 宮瀬あきな』でAVデビュー。

## 作品

### アダルトビデオ
2008年
- FIRST IMPRESSION 31 宮瀬あきな（2008年2月1日、アイデアポケット）
- CUTEEN 宮瀬あきな（2008年3月1日、アイデアポケット）
- IDOL HIGH SCHOOL GIRL 宮瀬あきな（2008年4月1日、アイデアポケット）